# Elsie MacGill
Pour les articles homonymes, voir MacGill.
Elizabeth Muriel Gregory « Elsie » MacGill, connue sous le nom de « Reine des ouragans », née à Vancouver le 27 mars 1905 et morte le 4 novembre 1980 à Cambridge (Massachusetts), est une ingénieure aéronautique canadienne. 
Son action au cours de ses années chez Canadian Car and Foundry (CC & F) à Fort William, en Ontario est décisive pour l'importance du Canada dans la construction aéronautique. Elle dirige ensuite une entreprise de conseil florissante. Entre 1967 et 1970, elle est membre de la Commission royale d'enquête sur la condition de la femme au Canada, qui rend un rapport en 1970. 

## Biographie
Elsie MacGill est née à Vancouver le 27 mars 1905. C'est la fille cadette de James Henry MacGill, avocat, journaliste à temps partiel et diacre anglican et d'Helen Gregory MacGill, journaliste et première femme juge de Colombie-Britannique. Elle a deux demi-frères aînés issus du premier mariage de sa mère et une sœur aînée, la doctoresse Helen « Young Helen » MacGill Hughes (1903) dont elle est très proche. 
Dans les premières années, les enfants MacGill sont scolarisés à la maison dans un cadre formel imitant celui de Lord Roberts, l'école publique fréquentée par les garçons plus âgés. Cela comprend des cours de dessin avec Emily Carr, et des cours de natation avec Joe Fortes. Plus tard, ils fréquentent la King George Secondary School, affiliée à l'Université McGill. Cette éducation rigoureuse facilite son entrée à l'Université de la Colombie-Britannique à l'âge de 16 ans. Elle y suit le programme de sciences appliquées, mais le doyen de la faculté lui demande d'arrêter après un trimestre. 
Lorsque Elsie MacGill a 12 ans, sa mère est nommée juge du tribunal pour mineurs de Vancouver. Après 1911, les conflits raciaux en Colombie-Britannique s'intensifient, impactant le rôle de Jim MacGill en matière de loi et d'immigration. Cela entraîne pour la famille de graves difficultés financières pendant la guerre. L'aptitude précoce d'Elsie MacGill à faire de petites réparations est utile à la famille et alimente les discussions sur ses possibilités de carrières. 
Sa mère est partisane du droit de vote pour les femmes et influence la décision d'Elsie MacGill d'étudier l'ingénierie.
Elle passe un baccalauréat en sciences appliquées à l'Université de Toronto en 1923. Pendant l'été, elle répare des moteurs électriques dans un atelier de mécanique afin de compléter la théorie et les enseignements pratiques de ses cours. C'est également là qu'elle est confrontée au domaine tout nouveau de l'ingénierie aéronautique. Elle contracte la poliomyélite juste avant l’obtention de son diplôme et elle apprend qu’elle passera probablement le reste de sa vie dans un fauteuil roulant. Refusant cette possibilité, elle apprend à marcher avec deux cannes. Elle obtient son diplôme à l'Université de Toronto en 1927 et obtient un diplôme en génie électrique. 
« Ma présence à l'université de Toronto dans les cours d'ingénierie a certainement fait tourner quelques têtes. Bien que je n'ai jamais appris à piloter, j'accompagnais le pilote dans tous les vols d'essai des avions sur lesquels je travaillais, même les plus dangereux - Elsie MacGill, 1940  ».
Après avoir obtenu son diplôme, MacGill occupe un poste de cadre dans une entreprise à Pontiac, dans le Michigan. Sa société commence à produire des avions, ce qui renforce son intérêt pour l'aéronautique. Elle entreprend des études supérieures à temps partiel en génie aéronautique à l'Université du Michigan. Elle s'inscrit à l'automne 1927 en maîtrise d'ingénierie. Elle souhaite concevoir des avions et mener des activités de recherche et développement dans les nouvelles installations aéronautiques de l'Université. En 1929, elle obtient une maîtrise en génie aéronautique. 
Afin de financer ses études de doctorat au MIT à Cambridge, MacGill écrit des articles de magazine sur les avions.

### Carrière d'ingénieur

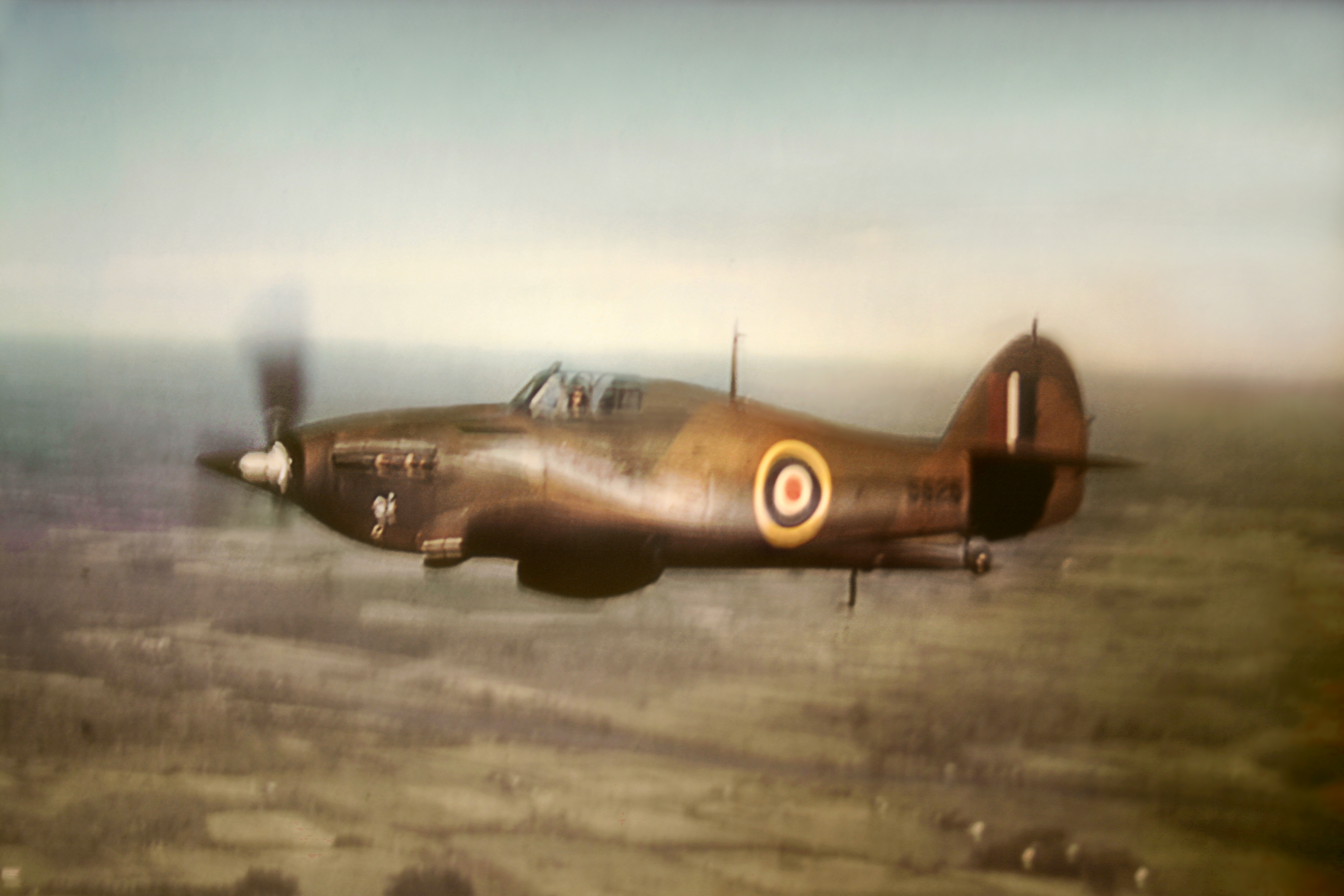
Hawker Hurricane.

En 1934, MacGill est ingénieure en aéronautique à Fairchild Aircraft à Longueuil.  
En 1938, elle est élue membre de l'Institut d'ingénierie du Canada (EIC). Le 22 mars 1938, elle présente à la Royal Aeronautical Society à Ottawa, un article intitulé « Calculs simplifiés de performance pour les avions » qui est ensuite publié dans The Engineering Journal. Elle participe également à la série en six épisodes de Radio-Canada, L'ingénieur en temps de guerre ; l'épisode qui la concerne est intitulé « Génie aéronautique dans le Canada en guerre ». En 1942, elle est élue présidente de l'EIC, filiale de Lakehead, après en avoir été vice-présidente. 
En 1942, MacGill est ingénieure en chef chez Canadian Car and Foundry (CanCar). Elle conçoit et teste un nouvel avion d'entraînement, le Maple Leaf Trainer II (en)  dans les usines de CanCar à Fort William (maintenant Thunder Bay). Bien que le Maple Leaf II ne soit jamais utilisé par les forces du Commonwealth, dix exemplaires (dont huit assemblés au Mexique) sont vendus au Mexique où sa performance en altitude est primordiale du fait des différents trajets à effectuer.  

Son rôle dans l'entreprise change lorsque l'usine est choisie pour construire l'avion de chasse Hawker Hurricane pour la Royal Air Force (RAF). L'usine passe d'environ 500 personnes à 4 500 à la fin de la guerre, dont la moitié de femmes. La tâche principale de MacGill est alors de rationaliser les opérations sur la chaîne de production au fur et à mesure que les usines se développent. Elle conçoit également des solutions pour exploiter l'avion en hiver : elle introduit des commandes de dégivrage et un système de skis pour atterrir sur la neige. 

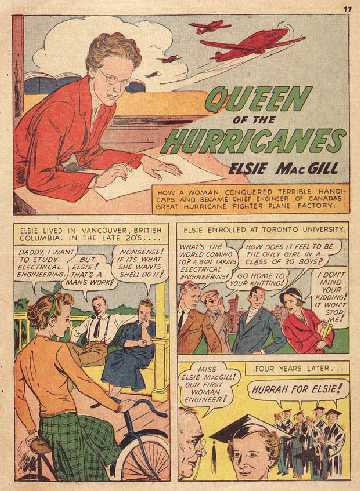
Elsie MacGill décrite comme « la reine des Hurricanes (ouragans) ».

À la fermeture de la chaîne de production en 1943, CanCar a produit plus de 1 400 Hurricanes ou « ouragans ». En 1940, MacGill écrit un article intitulé « Facteurs influant la production en série d’avions », qui est publié ultérieurement dans The Engineering Journal. Son rôle dans cette production la rend célèbre, au point même qu'une bande dessinée est publiée aux États-Unis à son sujet sous le nom de Reine des ouragans. De nombreux articles populaires sont également publiés dans les médias à son sujet, témoignant de la fascination du public pour cette ingénieure. 
Après la fin de la production des Hurricanes, CanCar cherche de nouveaux contrats et est choisi par l'US Navy pour la construction du Curtiss SB2C Helldivers. Cette production demande de nombreuses modifications mineures ce qui retarde la production à grande échelle. Au milieu de ce projet, MacGill et le responsable des travaux, EJ (Bill) Soulsby, sont licenciés. La rumeur court que cela provient de la brusquerie de Soulsby avec un groupe d'officiers supérieurs de la marine, mais il se révèle que les licenciements font suite à la découverte de leur liaison. 
MacGill et Soulsby se marient en 1943 et créent une entreprise de conseil en aéronautique à Toronto. En 1946, elle devient conseillère technique auprès de l’Organisation de l’aviation civile internationale (OACI), où elle participe à l’élaboration du règlement sur la navigabilité aérienne pour la conception et la production d’avions commerciaux.  
En 1947, elle est nommée présidente du Comité d'analyse des contraintes des Nations Unies. 
MacGill présente en 1952 à la conférence de la Society of Women Engineers (SWE) un article intitulé « L'initiative dans la conception des avions de ligne », qui est ensuite publié dans The Engineering Journal. Un an plus tard, elle reçoit leur Prix d'Ingénierie.

### Les droits des femmes
En 1953, MacGill se casse la jambe et profite de ses mois de convalescence pour trier les documents de sa mère et écrire sa biographie qui sera publiée en 1955 sous le titre, Ma mère, le juge : biographie de la juge Helen Gregory MacGill. L'engagement de sa mère et de sa grand-mère pour le droit de vote des femmes l'incite à consacrer de plus en plus de temps aux droits des femmes dans les années 1960. 
De 1962 à 1964, MacGill est présidente de la Fédération canadienne des clubs professionnels féminins.  
Elle est nommée en 1967 membre de la Commission royale d'enquête sur la condition de la femme au Canada et est coauteure du rapport publié en 1970. Elle dépose également une déclaration personnelle qui n'est pas acceptée par la majorité à la Commission. Par exemple, elle souhaite dépénaliser l'avortement. 
MacGill est également membre du Comité Ontarien de la Condition Féminine, affilié au Comité Canadien d'Action sur la Condition Féminine. Elle reçoit pour cela l'Ordre du Canada en 1971. 
« J'ai reçu de nombreux prix d'ingénierie mais j'espère que l'on se souviendra aussi de moi pour avoir défendu les droits des femmes et des enfants ».

### Fin de vie
Après une courte maladie, MacGill meurt le 4 novembre 1980 à Cambridge dans le Massachusetts. 
Shirley Allen, membre canadienne de l’organisation des aviatrices Ninety-Nines, déclare à son sujet : « Elle était brillante et était reconnue comme une femme remarquable. Ni son sexe ni son handicap ne l'ont empêchée d'utiliser ses talents pour servir sa communauté et son pays ».

## Prix et distinctions

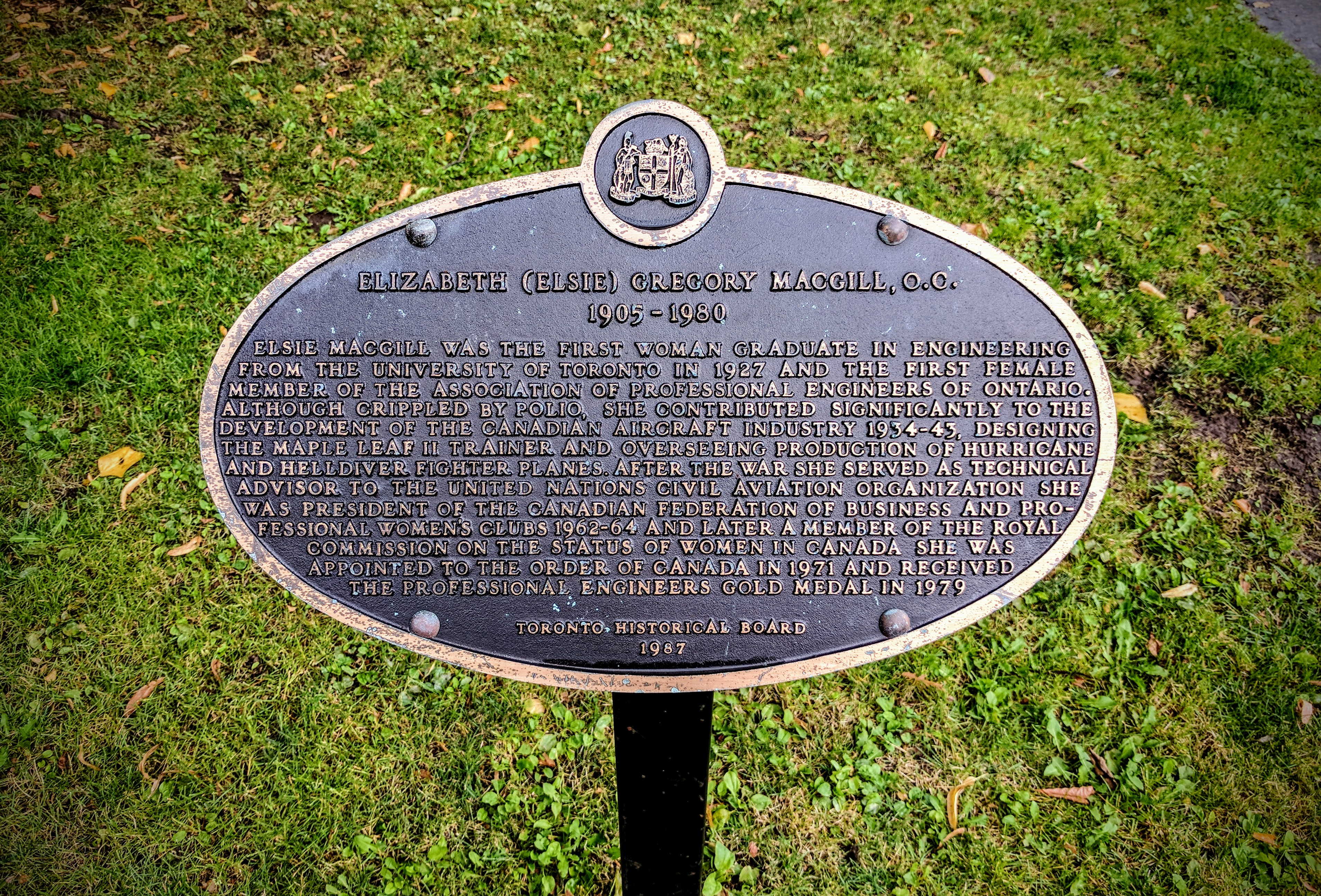
Une plaque du Toronto Historical Board commémorant Elsie MacGill devant l'immeuble Sandford Fleming de l'Université de Toronto.

- L'article de MacGill, Facteurs influant la production en série d'avions, remporte la médaille Gzowski de l'Institut d'ingénierie du Canada en 1941[15].
- En 1953, elle est l'une des 50 personnes et la seule femme à avoir sa photo dans l'exclusive Galerie Gevaert des dirigeants canadiens en l'honneur de ses contributions et de son influence.  
  - En mars 1953, l'American Society of Women Engineers la nomme membre honoraire et «Ingénieure de l'année», c'est la première fois que le prix est attribué hors des États-Unis[15].
- Le gouvernement canadien décerne à MacGill la Médaille du centenaire en 1967 et l'Ordre du Canada en 1971 pour ses « services de consultante en génie aéronautique et de membre de la Commission royale d'enquête sur la condition de la femme ».
- Les Ninety-Nines lui décernent la médaille Amelia Earhart en 1975.
- En 1979, l’Ontario Association of Professional Engineers lui décerne la médaille d’or.
- En 1983, elle entre au Canada's Aviation Hall of Fame.
- En 1992, elle est une des fondatrices du Canadian Council of Professional Engineers d'Ottawa[21].
- En 2016, elle est l'une des cinq finalistes pour figurer sur les billets de banque canadiens, une compétition fermée aux hommes[22].

## Voir également
- Femmes en guerre (1945-1999)
- Rosies of the North (1999) documentaire

## Archives
Il y a un fonds d'archives Elsie Gregory Macgill à Bibliothèque et Archives Canada. Numéro de référence archivistique R4349.